# Poropuntius krempfi
Poropuntius krempfi är en fiskart som först beskrevs av Pellegrin och Chevey, 1934.  Poropuntius krempfi ingår i släktet Poropuntius och familjen karpfiskar. IUCN kategoriserar arten globalt som otillräckligt studerad. Inga underarter finns listade i Catalogue of Life.